# Josep Bonaplata i Corriol
Josep Bonaplata i Corriol (Barcelona, 1795 - Bunyol, 2 de juny de 1843) fou un empresari industrial català conegut per ser l'introductor de la màquina de vapor a Catalunya i a Espanya. Era fill del fabricant d'indianes Ramon Bonaplata i Roig, i de Teresa Corriol i Sala; així com germà de Salvador, Ramon i Narcís.
Avui, en honor a Josep Bonaplata, L’Associació del Museu de la Ciència i de la Tècnica i d’Arqueologia Industrial de Catalunya atorga anualment el Premi Bonaplata.

## Joventut i viatge a Anglaterra
Va treballar al taller del seu pare fins que aquest es jubilà i la gestió de la fàbrica passà a mans del germà gran i hereu, Salvador. El 1828, juntament amb Joan Vilaregut, va engegar pel seu compte una fàbrica de teixits de cotó a la vila de Sallent. Significativament, aquesta primera indústria comptava ja amb els primers telers mecànics aplicats al cotó. El 1829 estava pensant en la modernització, ja que va rebre un privilegi de l'estat espanyol per importar les noves màquines de vapor angleses.
Va viatjar al Regne Unit amb Joan Rull i un tal Camps per tal de conèixer de prop el funcionament de les indústries tèxtils de Lancashire i per adquirir la maquinària necessària per portar a Catalunya. Va obtenir l'autorització de l'ambaixador a Londres Francisco Cea Bermúdez per a importar les màquines. El juliol de 1830 Bonaplata i Rull van tornar a Barcelona sense Camps, qui s'havia de quedar a una fàbrica de Manchester per formar-se.

## Emprenedor industrial
El 30 de setembre de 1831 constituí la societat en comandita "Bonaplata, Rull, Vilaregut i Cia." amb la participació dels seus germans Salvador, Ramon i Narcís, del seu amic Joan Vilaregut, i del nou soci Joan Rull. Començava amb un capital que pujava a 1.600.000 rals de velló. La Fàbrica Bonaplata (també coneguda com El Vapor) es va emplaçar al carrer Tallers de Barcelona i constava de 2 activitats: una foneria de ferro amb un taller mecànic per a construir les màquines (fundada el 1832), i la fàbrica pròpiament dita per teixir i filar mecànicament (fundada el novembre 1833). Destacava per ser la primera a Espanya que utilitzava la màquina de vapor com a font d'energia. Hom reconeixia l'important impacte social de l'empresa perquè donava feina directament a unes 700 persones, i perquè l'exemple havia inspirat les ànsies de coneixement i modernització. Tanmateix, la fàbrica fou assaltada i cremada durant les bullangues de la nit del 4 d'agost al 5 d'agost de 1835, que entre altres coses fou una reacció popular luddita.
Les pèrdues del desastre sumaven 2.696.625 rals i 17 maravedissos. Per això va demandar el govern espanyol com a responsable últim per no haver sabut parar la revolta, i tot i que inicialment aquest va intentar defugir la responsabilitat, va demanar permís a les Corts per satisfer-li una indemnització. L'1 d'abril de 1837 va comparèixer en persona a aquest parlament per comprometre's a construir de nou una fàbrica de vapor encara més gran per tal d'iniciar la modernització de la indústria espanyola, però més endavant la comissió d'hisenda acabaria determinant que havia de renunciar a la indemnització si volia una inversió de l'estat.
Abans d'aquesta resolució, Bonaplata ja havia anat a viure a Madrid el 1837 per crear la companyia Bonaplata, Sandford y Cía per demostrar al govern les seves intencions de tornar a començar el projecte. L'empresa es va instal·lar al deshabitat convent de Santa Bàrbara dels mercedaris descalços, al barri d'Hortaleza, i ell mateix va agafar-ne una habitació per fer-ne llur habitatge. Als quaranta-dos anys encara era solter. Allí va establir-hi la seva segona foneria amb la col·laboració del maquinista anglès William Sanford. Possiblement va començar a notar els primers problemes de salut en aquest moment, cosa que explicaria que els seus germans Ramon i Narcís s'ajuntessin a ell altre cop: El 1839 l'empresa va passar a ser Bonaplata y Hermanos, mentre que Sandford va sortir de l'accionariat per mantenir-s'hi només com a tècnic. Van posar 200.000 rals per a l'empresa madrilenya, que gestionaria en Ramon, i en destinaren 90.000 més per obrir una nova foneria a Sevilla sota la direcció d'en Narcís Bonaplata, amb el compromís dels dos de consultar el germà gran en les decisions importants.
Dos anys després, en Narcís Bonaplata va voler emancipar la fàbrica andalusa. D'aquesta manera l'empresa madrilenya (que es va quedar la marca) va quedar amb un capital de 403.063 rals. Tot i que la major part la posseïa en Josep Bonaplata, era en Ramon qui actuava com a administrador únic de la fàbrica de "Santa Bàrbara"; és probable que la seva salut fos ja precària, però encara llavors es reservava el dret d'actuar en allò que cregués convenient.

## Els negocis agrícoles
Just després de la destrucció de El Vapor, el desembre de 1835 Josep Bonaplata va comprar per 187.000 rals la finca de l'Espinar situada al terme valencià de Llíria. Hi va fer inversions importants com ara la construcció d'un molí d'oli i la plantació massiva d'ametllers. Paral·lelament va invertir la important quantitat d'1.190.000 rals en l'ambiciós projecte del Canal de Tamarit que volia unir les conques dels rius Cinca i Segre per promoure el regadiu a la comarca de la Llitera. L'empresa la promovia el seu amic Antoni Gassó, però en aquell moment no va acabar materialitzant-se.

## Malaltia i mort
Se sap que almenys des del 1839 Josep Bonaplata patia trastorns respiratoris bastant greus que afectaven la seva dedicació als negocis. Tement que un atac el fulminés, va dictar testament el maig de 1840. Finalment va decidir de retirar-se a la masia de l'Espinar de Llíria: El 30 de maig de 1843 va entregar-lo al seu marmessor per iniciar el viatge immediatament. Malalt dels pulmons, va morir d'un últim atac d'asma el 2 de juny, a Bunyol abans d'arribar-hi, als 48 anys.
Va morir sense descendència directa fent hereus a llurs germans. Se li coneix una filla il·legítima de nom Sofia, però havia mort el 1840 al néixer. Tot i això és probable que esdevingués parella amb Jesusa Romero, la mare.